# Anna Nahirna
Anna Jurijiwna Nahirna (ukrainisch Анна Юріївна Нагірна, russisch Анна Юрьевна Нагирная Anna Jurjewna Nagirnaja; * 30. September 1988 in Lwiw, Ukrainische SSR) ist eine ehemalige ukrainische Radsportlerin, die Rennen auf Straße und Bahn bestritt.

## Sportliche Laufbahn
2008 wurde Anna Nahirna ukrainische Meisterin im Punktefahren auf der Bahn. Vier Jahre später errang sie den nationalen Titel im Einzelzeitfahren auf der Straße. Seit 2016 errang sie insgesamt sieben Meistertitel auf der Bahn (Stand 2018), allein 2018 wurde sie Meisterin in fünf verschiedenen Disziplinen.
2012 startete Nahirna bei den Straßenweltmeisterschaften; im Zeitfahren belegte sie Platz 35, das Straßenrennen konnte sie nicht beenden. 2013 wurde Nahirna Dritte der ukrainischen Straßenmeisterschaft. 2017 belegte sie bei den ukrainischen Straßenmeisterschaften sowohl im Zeitfahren wie im Straßenrennen Rang vier. 2018 sowie 2019 errang sie mehrere nationale Titel auf der Bahn. Bei den Bahnradsport-Europameisterschaften 2020 im bulgarischen Plowdiw errang sie mit Tetjana Klimtschenko, Viktoria Bondar und Julija Birjukowa Bronze in der Mannschaftsverfolgung.

## Erfolge

### Bahn
2008
- Ukrainische Meisterin – Punktefahren

2016
- Ukrainische Meisterin – Mannschaftsverfolgung (mit Tetjana Klimtschenko,  Oksana Kljatschyna und Viktoriya Bondar)

2017
- Ukrainische Meisterin – Einerverfolgung, Mannschaftsverfolgung (mit Oksana Kljatschyna, Olena Scharga, Walerija Kononenko und Viktoriya Bondar)

2018
- Ukrainische Meisterin – Einerverfolgung, Punktefahren, Omnium, Zweier-Mannschaftsfahren (mit Viktoriya Bondar), Mannschaftsverfolgung (mit Oksana Kljatschyna, Olena Scharga, Valeria Kononenko und Viktoria Bondar)

2019
- Ukrainische Meisterin – Einerverfolgung

2020
- Europameisterschaft – Mannschaftsverfolgung (mit Tetjana Klimtschenko, Viktoria Bondar und Julija Birjukowa)

2021
- Ukrainische Meisterin – Zweier-Mannschaftsfahren (mit Hanna Solowej)

### Straße
2012
- Ukrainische Meisterin – Einzelzeitfahren

2020
- Ukrainische Meisterin – Straßenrennen